# Río Oblchad
El río Oblchad (en ruso: Облчад) es un río del Gran Cáucaso en el distrito de Zelenchuk de la república de Karacháyevo-Cherkesia del sur de Rusia. Es afluente por la izquierda del Río Aksaút, uno de los componentes del Mali Zelenchuk, que desemboca en el río Kubán.

## Curso
El río nace en las vertientes septentrionales del sistema del Kizil-Aush-Duppur. Su curso baja la ladera de la montaña por 5 km hasta desembocar en la orilla izquierda del Aksaút.